# Rokon (Zuid-Soedan)
Rokon is een stad in de staat Central Equatoria in Zuid-Soedan. Rokon ligt op de grens met de staat Eastern Equatoria.